# Philippe de Carteret I
Philippe de Carteret I, secondo signore di Sark (Saint Ouen, 1552 – Sark, 1594), è stato il 2º signore di Sark e il 18º Signore di Saint Ouen dal 1578 al 1594.
Philippe era il figlio maggiore di Hellier de Carteret, primo signore di Sark e della di lui cugina Margaret de Carteret. Nel 1580 sposò Rachel Poulet (1564-1650) figlia di George Paulet, balivo di Jersey e nipote di sir Hugh Paulet, governatore del Jersey. Gli succedette il figlio Philippe de Carteret II, il cui fratello Elias fu il padre di George Carteret.